# Avicennia
Avicennia es un género de árboles de mangle.  Como con otros mangles, ocupa las zonas intermareas de estuarios, y tiene las características raíces aéreas de los manglares.  Las especies de Avicennia son muy cosmopolitas al sur del Trópico de Cáncer. 

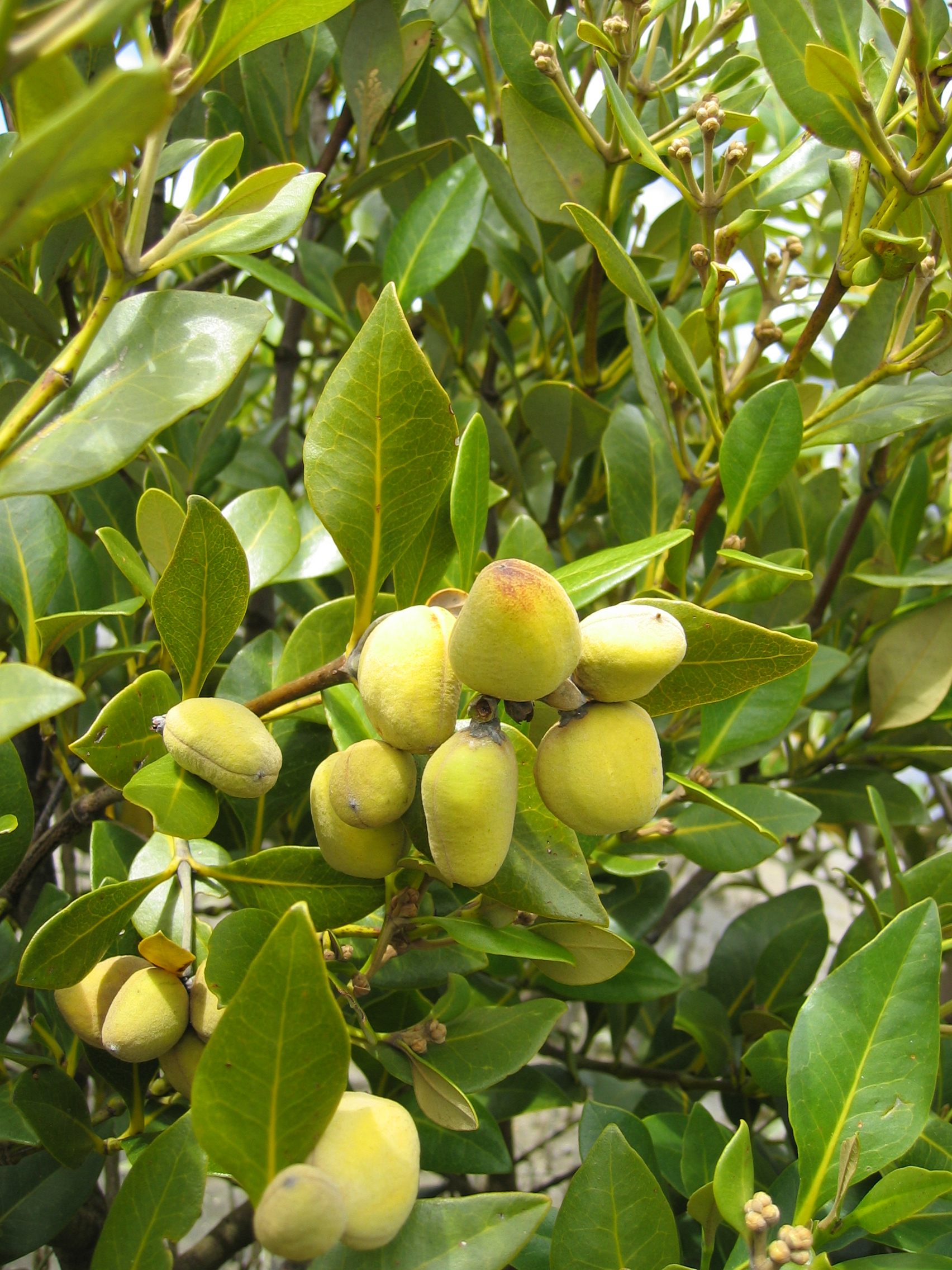
Fruto de Avicennia marina

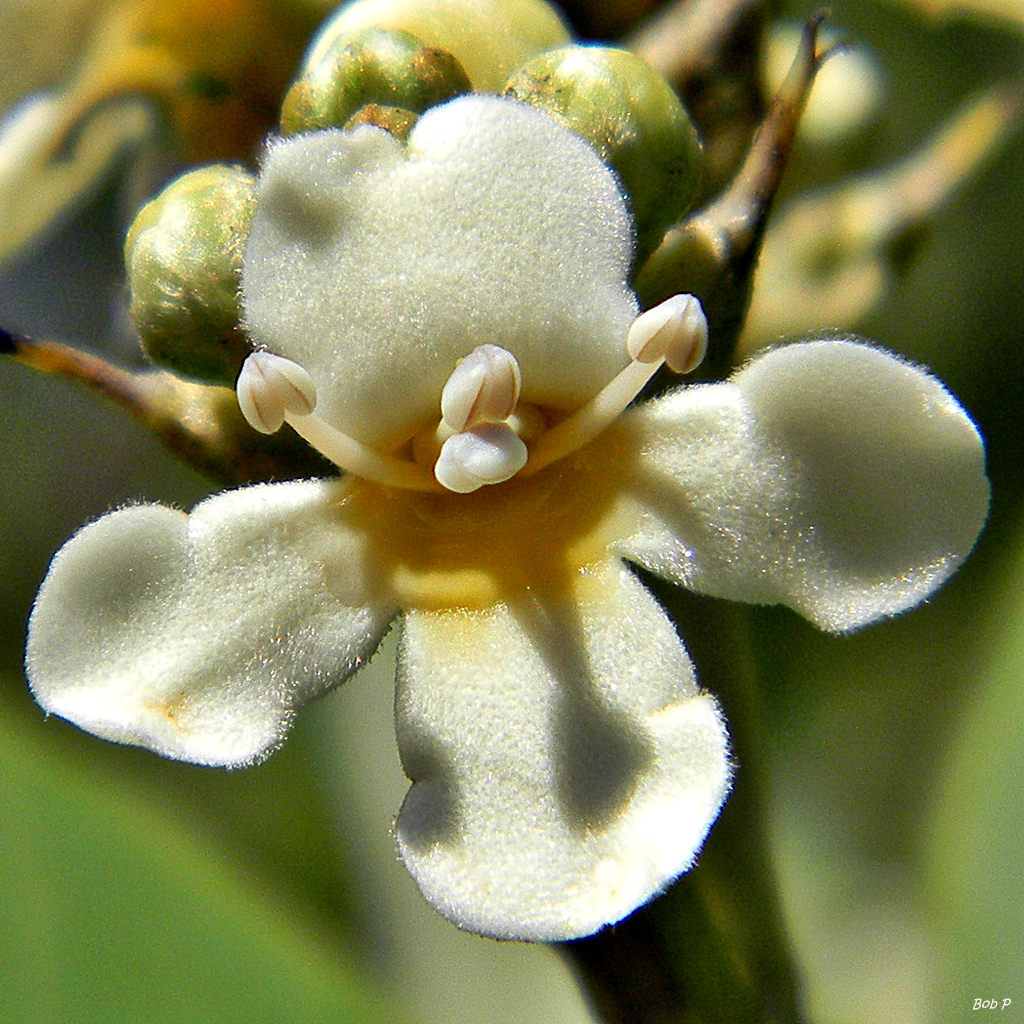
Flor

## Descripción
Son árboles o arbustos con hojas opuestas, simples, enteras, haz glabra, envés densamente cubierto con tricomas claviformes microscópicos dándole un tono gris opaco u olivo-blanquecino, coriáceas; con pecíolo 0.5–2.5 cm de largo (en Nicaragua). Inflorescencias espigadas o capitadas arregladas más o menos en panículas, terminales o axilares, flores blancas, amarillas o anaranjadas, cada una abrazada por 1 bráctea y 2 bractéolas laterales ocultando a los sépalos; sépalos 5 (invariables en el fruto), casi libres, imbricados; corola campanulado-rotácea, regular, 4 (5)-lobada, lobos iguales o desiguales; estambres 4, exertos o incluidos; estilo incluido o exerto, estigma 2-lobado. Cápsula coriácea con 1 semilla.

## Filogenia

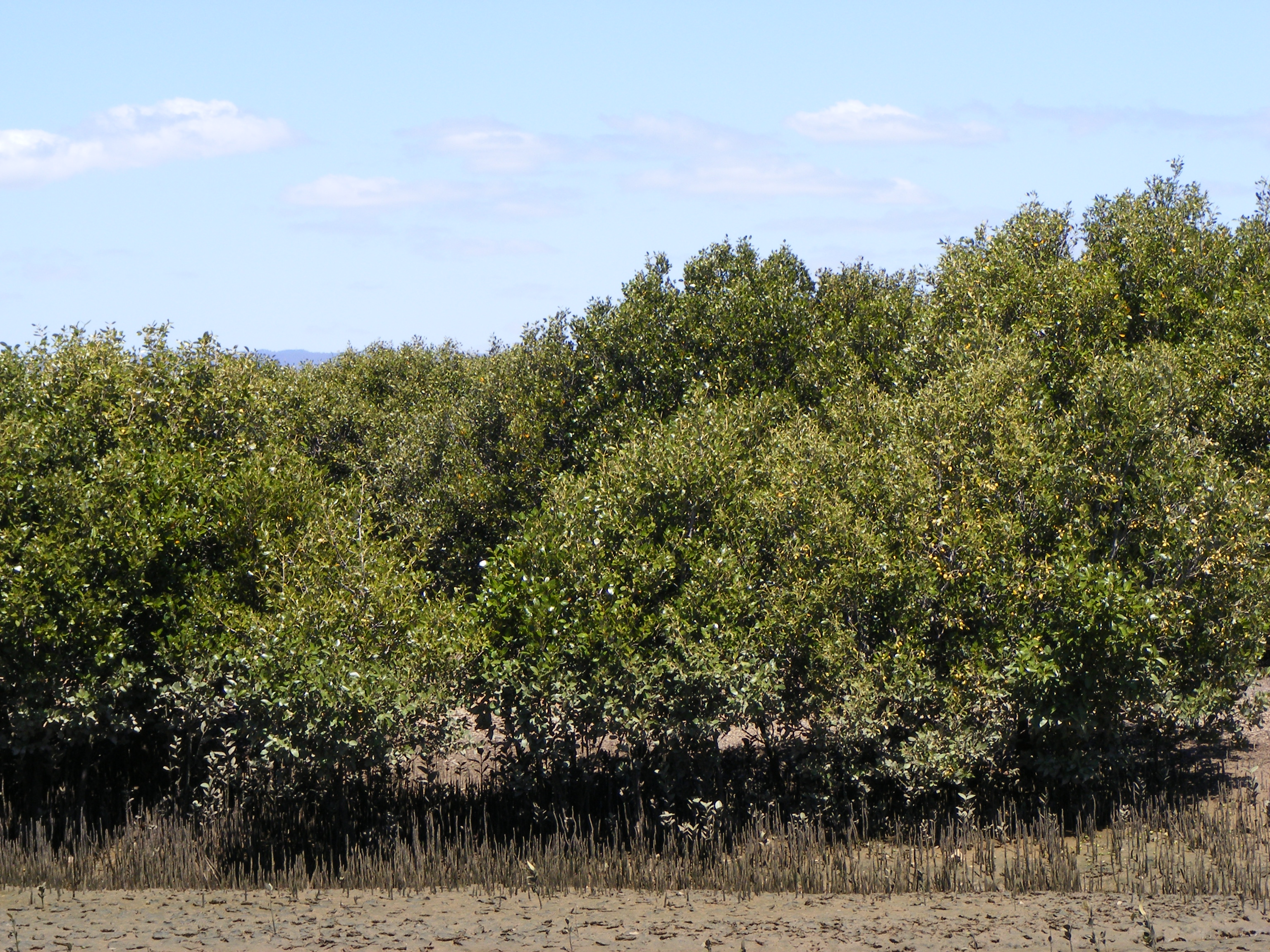
Mangle Gris (Avicennia marina var resinifera). En las salinas de Globe Derby, Australia del Sur

La ubicación taxonómica de Avicennia es contenciosa.  En algunas clasificaciones está en la familia de las  Verbenaceae, pero más recientemente ha sido puesta por algunos botánicos en la familia monogenérica de las  Avicenniaceae.   Estudios recientes filogenéticos sugieren que Avicennia es derivada de dentro de Acanthaceae, y el género es incluido en tal familia, sugerencia del sistema Grupo de Filogenia de Angiospermas. 
La designación de spp. es harto dificultosa por las grandes variaciones en las formas de Avicennia marina.  Entre ocho y diez spp. ya están reconocidas, con Avicennia marina mejor dividida en un número de subespecies.

## Taxonomía
El género fue descrito por Carolus Linnaeus y publicado en Species Plantarum 1: 110–111. 1753. La especie tipo es: Avicennia officinalis L. 
Etimología
Avicennia: nombre genérico otorgado en honor del científico y filósofo persa Avicena.
Especies aceptadas
- Avicennia balanophora Stapf & Moldenke
- Avicennia bicolor Standl.
- Avicennia germinans (L.) L.
- Avicennia integra N.C.Duke
- Avicennia marina (Forssk.) Vierh.
- Avicennia officinalis L.
- Avicennia schaueriana Stapf & Leechm. ex Moldenke
- Avicennia tonduzii Moldenke